# The Ocean Cleanup
The Ocean Cleanup — недержавна екологічна організація зі штаб-квартирою в місті Делфт, Нідерланди. Заснована 2013 року нідерландським винахідником Бояном Слатом.
Завданням організації є розробка технології вилучення пластикового сміття з океанів. За проєктом до 2021 року заплановано запустити 60 бар'єрних систем для збору океанічного сміття. Згідно з прогнозом через п'ять років після запуску проєкту очистки Велика тихоокеанська сміттєва пляма повинна зменшитися на 50 %.
Проєкт випустив додаток The Ocean Cleanup Survey App, який дозволяє іншим досліджувати океан на наявність пластику та повідомляти свої спостереження в The Ocean Cleanup.

## Випробування
Протягом 2014—2017 років проходили випробування системи очищення, що мала вигляд U-подібного бар'єру для захоплення та вежі для збору й транспортування сміття на судна. Перший робочий зразок System 001 завдовжки 600 м запущений у жовтні 2018 року. Система повинна була дрейфувати на півночі Тихого океану. Перші польові випробування закінчилися невдачею: через півтора місяця стало зрозуміло, що система не може утримати в собі зібраний в океані пластик, тому що частинки сміття рухаються набагато швидше, ніж система.

## Друге та третє покоління бар'єрних перехоплювачів
На початку 2019 року екологи організації дійшли висновку, що збирання пластику із забруднених річок «матиме більший вплив на збирання океанського сміття», оскільки 80 % сміття в океанах походить лише з 1 % річок світу (від 0,8 до 2,7 млн метричних тонн на рік). Решта викидів пластику розподіляється серед інших 30 000 річок. За деякими оцінками, в океани щороку потрапляє від 4,8 до 12,7 млн пластику.
У кінці 2019 року The Ocean Cleanup вдалось запустити перехоплювачі для очищення найзабрудненіших водних шляхів — плавучу автономну систему збору на сонячних батареях, розміщених в стратегічних місцях у річок, що може збирати до 100 тисяч кг пластикових відходів на день «в оптимізованих умовах» (цілодобово, без вихідних, без шуму та випарів).
Пластик, спійманий установкою, буде перероблений, не придатні для перетворення в нові продукти відходи будуть термічно перероблені в енергію на електростанціях типу Амагер Бакке.
Втім спалювання пластику «додасть в атмосферу понад 850 мільйонів метричних тонн парникових газів, що дорівнює викидам від 189 вугільних електростанцій з п'ятисот мегават в 2019 році», зазначається у звіті Центру міжнародного екологічного права (CIEL).
Дві системи-перехоплювачі вже працюють у Клангу, штат Селангор, Малайзія, та Джакарті, Ченкаренг, Індонезія. Третій перехоплювач буде розміщений у дельті Меконгу у В'єтнамі, четвертий у Санто-Домінго, Ріо-Озама, в Домініканській Республіці. Таїланд підписав контракт на створення диспетчерського пункту поблизу Бангкока, ведуться переговори про розміщення Interceptor в окрузі Лос-Анджелес, США.
Очікується, що перехоплювач конструкції третього покоління № 005 буде завершено у травні 2021 року. Об'єкт будують на заводі MHE-Demag компанії Konecranes в Малайзії. Це один із двох перших перехоплювачів, виготовлених для серійного виробництва.
Третє покоління — це результат знань, отриманих у результаті попереднього розгортання систем збору, з підвищеною ефективністю праці та простотою виробництва. Основними оновленнями нових перехоплювачів є:
- Конвеєрна стрічка в 1,6 рази ширша та становить 2,5 метра. Це забезпечує менш обструктивний потік і кращий розподіл сміттєзвалища.
- Баржа та сміттєві контейнери: для адаптації до нової ширини конвеєрної стрічки також розширено баржу та шість сміттєвих контейнерів всередині перехоплювача, розвантаження конвеєра більш просте та ефективне.
- Система живлення та енергетики: нова конструкція перехоплювача оснащена вдосконаленими монокристалічними панелями сонячних батарей та розумною системою накопичення енергії.
- Структура катамарана: оновлена версія має нову конструкцію та структуру катамарану, побудовану з нуля. Модульна конструкція спеціально розроблена для полегшення контейнеризації та швидкого розгортання у будь-якій точці світу[12].

У подальшому The Ocean Cleanup готується до масштабування бар'єрних перехоплювачів на 1000 річок.